# Listă de filme noir din anii 1990
Aceasta este o listă de filme noir din anii 1990:

## Anii 1990
- After Dark, My Sweet (1990)
- The Grifters (1990)
- The Hot Spot (1990)
- King of New York (1990)
- Miller's Crossing (1990)
- State of Grace (1990)
- The Two Jakes (1990)
- Dead Again (1991)
- A Kiss Before Dying (1991)
- White Sands (1992)
- Basic Instinct (1992)
- Deep Cover (1992)
- Final Analysis (1992)
- One False Move (1992)
- The Public Eye (1992)
- Red Rock West (1992)
- Night and the City (1992)
- Romeo Is Bleeding (1993)
- China Moon (1994)
- The Last Seduction (1994)
- Pulp Fiction (1994)
- Devil in a Blue Dress (1995)
- Lord of Illusions (1995)
- Se7en (1995)
- The Underneath (1995)
- The Usual Suspects (1995)
- Blood and Wine (1996)
- Bound (1996)
- Mulholland Falls (1996)
- Primal Fear (1996)
- Jackie Brown (1997)
- Lost Highway (1997)
- L.A. Confidential (1997)
- Dark City (1998)
- Final Act (1998 film)
- Phoenix (1998)
- Poodle Springs (1998)
- Twilight (1998)
- Fight Club (1999)

## Psycho-noir
- Lunatics: A Love Story (1990)
- Knight Moves (1991)
- Shattered (1991)
- Twin Peaks: Fire Walk with Me (1992)
- The Vagrant (1992)
- Blink (1994)
- Natural Born Killers (1994)
- Lost Highway (1997)
- eXistenZ (1998)
- Fight Club (1999)

### Non-americane
- The Reflecting Skin (1990) (Marea Britanie)
- Naked Lunch (1991) (Canada)
- Europa (1991) (Danemarca)
- Darr (1993) (India)
- Crash (1996) (Canada)
- Following (1998) (Marea Britanie)

## Noir–science fiction
- Total Recall (1990)
- Robocop 2 (1990)
- Alien 3 (1992)
- Johnny Mnemonic (1995)
- Strange Days (1995)
- 12 Monkeys (1995)
- Gattaca (1997)
- Disturbing Behavior (1998)
- Dark City (1998) (Australia)
- eXistenZ (1998) (Canada, Regatul Unit)
- The Thirteenth Floor (1999)
- The Matrix (1999)

Notă:toate filmele care nu informații despre țară sunt din Statele Unite